# Sven Westerberg
Sven Leif Julius Westerberg, född 19 oktober 1945 i Vänersborg, död 24 juli 2018 i Floda, Lerums kommun, var en svensk författare av kriminalromaner och spionromaner..
I de fem första av Westerbergs romaner (se titlar nedan) är Lennart Brask problemlösare. Han är avdelningschef inom den hemliga militära underrättelsetjänsten i Stockholm och romanerna handlar om fall med anknytning till spioneri och rikets säkerhet, men har också en filosoferande karaktär. Serien avslutades med Skuggan av Vasa högre allmänna läroverk (1996) men Westerberg återvände till och fördjupade karaktären Lennart Brask i sin sista roman Ovissheten (2014).
Från och med Det gåtfulla mordet i Partille (1998) var psykiska sjukdomar och frågan om var gränsen går för det som kallas verklighet återkommande teman i Westerbergs romaner. I Guds fruktansvärda frånvaro (1999) debuterade Hanna Skogholm, rättspsykiater i Göteborg, som problemlösare.

## Priser och utmärkelser
- Bästa svenska kriminalroman 1999 för Guds fruktansvärda frånvaro
- Partille Bokhandels författarstipendium 2000